# كلاون رودتلخ (بهمئي غرمسيري الشمالي)
کلاون رودتلخ (بالفارسية: کلاون رودتلخ) هي قرية تقع في إيران في قسم بهمئي غرمسیري الشمالي الريفي. يقدر عدد سكانها بـ 33 نسمة .